# Tony Bunn

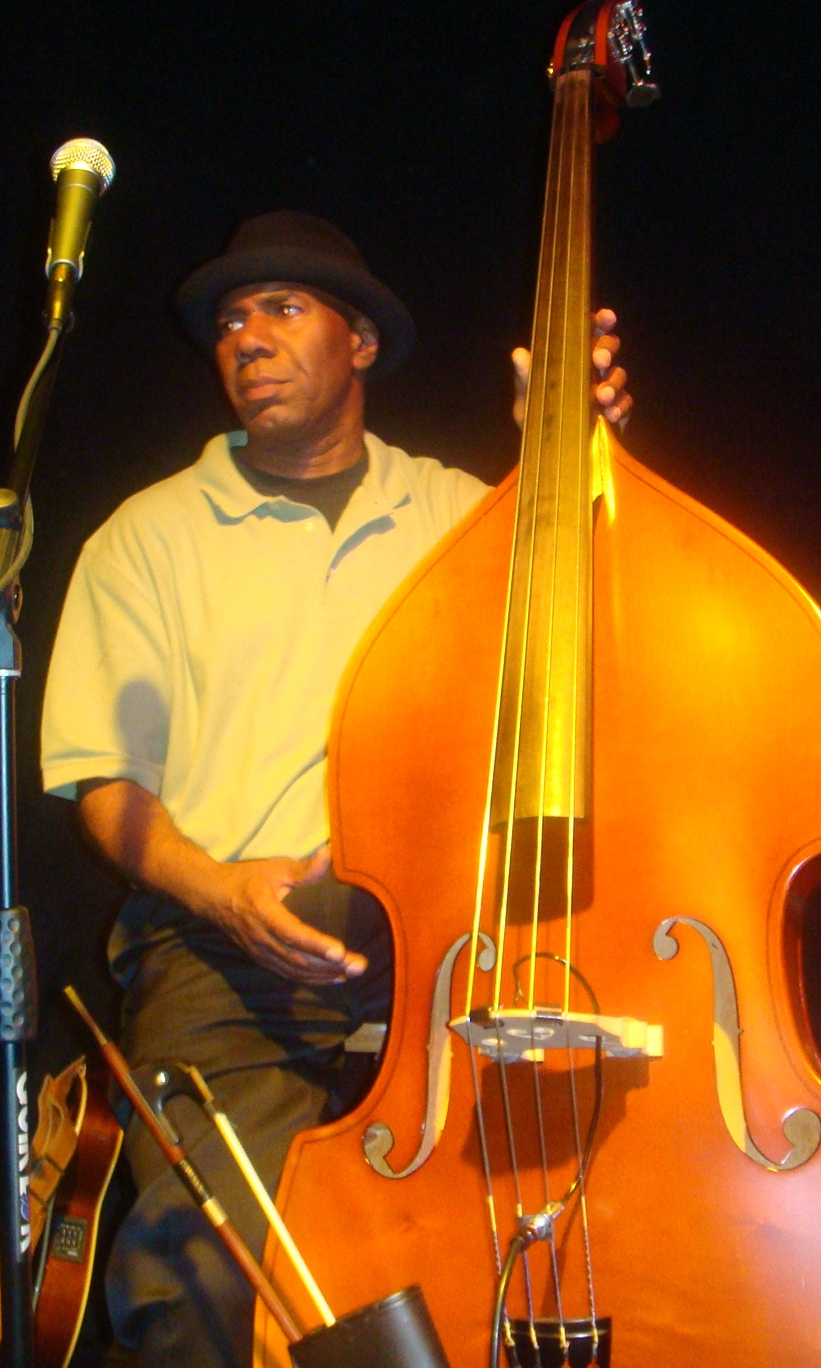
Tony Bunn (2009)

Robert Anthony „Tony“ Bunn (* 18. November 1957 in Baltimore) ist ein US-amerikanischer Fusion- und Jazzmusiker (E-Bass, Chapman Stick, später auch Kontrabass, Komposition) und Informatiker.

## Leben und Wirken
Bunn stammt aus einer Musikerfamilie; sein Vater Archie Bunn war Jazzposaunist, seine Schwester Gabrielle Goodman ist Sängerin, sein Bruder David ist Pianist und sein Bruder Jeff spielte als Bassist bei Parliament und Funkadelic. Er lernte zunächst Klarinette und Saxophon und kam beeindruckt von Stanley Clarke zur Bassgitarre. Auf der Highschool erhielt er ein Stipendium für den Studienvorbereitungskurs am Peabody-Konservatorium.
Bunn spielte zunächst in lokalen Bands. Vermittelt durch den Schlagzeuger Larry Bright stellte er sich bei Sun Ra vor, der in 1976 in sein Arkestra für die anstehende dreimonatige Europatournee aufnahm. Dabei entstanden die Alben Live at Montreux (sein vierter Auftritt mit dem Orchester) und Cosmos. Zurück in New York, wurde er im selben Jahr Mitglied der Band von Michal Urbaniak, mit dem er zu Alben wie Smiles Ahead (1977) und Heritage (1978) beitrug. Mit Urszula Dudziak trat er im Herbst 1976 auf den Donaueschinger Musiktagen auf und ist mit ihr auf ihrem Album Midnight Rain zu hören. Weiterhin arbeitet er mit Greg Hatza, Jean Carne, Chuck Brown und Chuck Berry.
Bunn studierte Mathematik und Informatik (Bachelor-Abschluss 1985). Die nächsten Jahre beschäftigte er sich beruflich mit Computerprogrammen und Künstlicher Intelligenz. Er war maßgeblich an der Entwicklung der Flugdynamik im Terra-Satellitensystem beteiligt. Im Alter von fünfzig Jahren kehrte er hauptberuflich zur Musik zurück und begann, Projekte als Bandleader und Solokünstler zu produzieren. Er gehörte auch zu Seventh Quadrant von Gary Thomas und ist auch auf Alben von Gabrielle Goodman, Ray Gaskins und Arshak Sirunyan zu hören.

## Diskographische Hinweise
- Spirit Moves (ATP Records 2008)
- Small World (2009, mit Mike Fitzhugh,  Arshak Sirunyan, Dennis Chambers, sowie Kevin Walker, Victor Williams)[5]